# Francisco Copado
Francisco Copado est un footballeur germano-espagnol, fils d'immigrés espagnols né le 19 juillet 1974 à Kiel en Allemagne.

## Biographie
Fils d'immigrés espagnols, il est né à Kiel en Allemagne. Formé aux deux clubs locaux, l'Eintracht Kiel et le Holstein Kiel, il signe en 1991 au Hambourg SV. 
En janvier  1997, il signe dans son pays d'origine au Real Majorque. Puis, une saison et demie après, il retourne en Allemagne jouer au TeBe Berlin jusqu'en 2000.
Il s'engage avec le SpVgg Unterhaching, mais il peine sur ses premiers matches, en plus de problèmes de disciplines. Il écopera de 10 mois de suspension. La saison suivante, il joue un peu mieux, mais c'est en 2002-2003 qu'il explose avec 24 buts en 36 matchs de Regionalliga Sud. Il est nommé capitaine et continue sur sa lancée, puis il paraphe un contrat avec l'Eintracht Francfort.
Avec l'Eintracht, il atteindra notamment la finale de la Coupe d'Allemagne en 2005-2006. En août 2006, il s'envole pour le TSG Hoffenheim. Il accède à la Bundesliga en 2008-2009 mais il est libéré de son contrat en décembre 2008 et retourne à Unterhaching, où il joue quelques matchs puis met fin à sa carrière à cause de désaccords avec son entraîneur.